# Lucy Burns
Lucy Burns   (Brooklyn, 28 de juliol de 1879 - Brooklyn, 22 de desembre de 1966) fou una sufragista i defensora dels drets de les dones estatunidenca. Fou una activista apassionada tant als Estats Units com al Regne Unit. Era molt amiga d'Alice Paul i fundaren juntes el National Woman's Party (Partit Nacional de Dones, NWP).

## Biografia
Burns nasqué a Nova York en el si d'una família catòlica irlandesa. Inez Haynes Irwin, membre del NWP, la descrigué com "d'ulls blaus i de rostre fresc; amb clotets; i té el cap està carregat, igual que Alice Paul, amb un enorme pes de cabells". Com que tenia un físic cridaner, molts masclistes la van tractar amb falta de respecte. Era bona estudiant i estudià al Packer Collegiate Institute, que originàriament es coneixia com la Brooklyn Female Academy, al 1890. El Packer "ensenyava a les xiquetes a ser dames", i emfasitzava l'educació religiosa, tot i que advocava per ideals més liberals com educar "la ment a l'hàbit de pensar amb claredat i força". En aquest centre, Burns conegué una de les referents de la seua vida: Laura Wylie, una de les primeres dones a anar a la Universitat Yale. Burns entrà en la Universitat de Colúmbia, al Vassar College i a la Universitat Yale abans de convertir-se en professora d'anglés.
Burns treballà en l'institut Erasmus de Brooklyn durant dos anys. Tot i que li agradava ensenyar, considerava l'experiència frustrant i volia continuar els seus estudis. El 1906, amb vint-i-set anys, es trasllada a Alemanya per a reprendre els seus estudis d'idiomes. Estudià en les universitats de Bonn i Berlín entre 1906 i 1909. Després, al Regne Unit, es matriculà en la Universitat d'Oxford per a estudiar anglés. Va tenir la sort de tenir una formació molt extensa perquè son pare, Edwards Burns, li finançà l'educació internacional.

## Activisme
Les primeres experiències significatives de Burns foren amb la família Pankhurst al Regne Unit, del 1909 al 1912. Mentre assistia a l'escola de postgrau a Alemanya, viatjà a Anglaterra, on va conéixer a Emmeline Pankhurst i les seues filles Christabel i Sylvia. Es va sentir tan inspirada pel seu activisme que deixà els estudis de postgrau per a quedar-se amb elles i treballar en la Unió Social i Política de les Dones (WSPU), una organització feminista del Regne Unit. Allí la contractà la WSPU com a organitzadora assalariada entre el 1910 i 1912. Participà en moltes campanyes amb la WSPU, com ara una manifestació a Edimburg com a part de la campanya del 1909 a Escòcia. El seu activisme la dugué als tribunals i a informes de "conducta desordenada" en els diaris. A l'agost del 1909, s'amagà en la teulada del St Andrew's Hall de Glasgow per interrompre un discurs polític del comte de Crewe davant un públic masculí.
Mentre treballava amb la WSPU, Burns va conéixer Alice Paul en una comissaria de Londres. Ambdues havien estat arrestades per manifestar-se. Van parlar de les seues experiències sufragistes al Regne Unit i als Estats Units. Burns i Paul s'uniren per la seua frustració davant la inactivitat del moviment sufragista estatunidenc d'Anna Howard Shaw. Ambdues vivien l'activisme amb passió, i la lluita feminista per la igualtat al Regne Unit les inspirà per a continuar lluitant als Estats Units al 1912.
La investigadora del sufragi universal Eleanor Clift compara Paul i Burns amb Susan B. Anthony i Elizabeth Cady Stanton. Remarca que "eren oposades en aparença i temperament... Mentre que Paul semblava fràgil, Burns era alta i amb la imatge d'una salut de ferro. A diferència de Paul, que era rígida i difícil de tractar, Burns era flexible i disposada a negociar. Paul era la militant, i Burns, la diplomàtica". Tot i aquestes diferències, treballaven juntes de manera que en deien que tenien "una sola ment i esperit".

## National American Woman Suffrage Association (NAWSA)
En tornar als Estats Units, Paul i Burns entraren en la National American Women Suffrage Association (NAWSA) en el seu Comité del Congrés. Volien responsabilitzar al partit polític en el poder per a desenvolupar una esmena al sufragi federal. Creien que els congressistes es veurien obligats a prendre mesures o s'arriscarien a perdre els escons. Aquesta tàctica la presentaren Paul i Burns a Anna Howard Shaw i a altres en la convenció de la NAWSA del 1912 a Filadèlfia. Rebutjaren, però, la proposta perquè consideraven que qualsevol acció contra el Partit Demòcrata, que acabava de guanyar les eleccions, era prematura. Llavors, Burns i Paul demanaren ajuda a Jane Addams, una respectada i poc ortodoxa dirigent de la NAWSA, perquè hi intercedís. I s'autoritzà una manifestació en defensa del sufragi durant la presa de possessió de Woodrow Wilson. L'única conseqüència fou la retirada de fons per al Comité del Congrés en el qual estaven Paul i Burns.

## Congressional Union
A causa de les discussions sobre tàctiques i finançament, Burns i Paul se sumaren al Comité del Congrés de NAWSA i feren un grup associat amb NAWSA però amb el seu propi equip. Aquest nou comité es denominà Congressional Union of the National American Women Suffrage Association. Burns en fou triada membre executiva del nou organisme. L'abril del 1913, la NAWSA es distancià del grup més radical i no permeté que el seu nom s'usàs en el títol, per la qual cosa el Congressional Union of the National American Women Suffrage Association canvià de nom pel de Congressional Union. Burns i Paul, però, encara volien que el Congressional Union s'associàs al NAWSA. Al Congressional Union li donaren la condició de membre auxiliar, però la relació continuava sent distant.
A més de les creixents tensions entre el Congressional Union i la NAWSA, Burns va fer una proposta radical una vegada més en la convenció de NAWSA, el 1913, a Washington. Com que els demòcrates controlaven la Casa Blanca i totes dues cambres del Congrés llavors, Burns els donà un ultimàtum: "doneu suport al nostre projecte de llei per al sufragi o farem que no sigueu reelegits". I afegí: "La inacció institueix un registre tan clar com una política d'hostilitat oberta". No toleraria l'apatia del Partit Demòcrata. Burns estava en concret empipada amb el president Wilson perquè havia dit que faria costat al Comité per al Sufragi; mai, però, esmentà després la seua promesa en el discurs davant del Congrés. Quan una delegació de dones de la NAWSA intentà reunir-se amb ell per registrar la seua protesta, Wilson digué que estava malalt. Pocs dies després, Wilson renegà del seu vot de donar suport al sufragi i digué que no imposaria els seus punts de vista personals al Congrés.
La NAWSA no podia tolerar les tàctiques defensades per la Congressional Union, i volgué trencar-hi els llaços. Paul i Burns no volien crear una organització completament separada que rivalitzàs amb la NAWSA i obstaculitzàs el moviment, i intentaren negociar amb aquesta. Malgrat aquests esforços, la Congressional Union se separà de la NAWSA el 12 de febrer del 1914.
Molts opinaven que aquesta divisió faria un mal irreparable a la campanya pel sufragi. Paul creia que l'autoritat centralitzada era crítica per a aconseguir les seues metes.
Mentrestant, la Congressional Union treballà per a mantenir l'esmena d'Anthony el 1914, o Resolució Mondell, una esmena federal per al vot femení, que es convertiria en la dinovena esmena. Des de la seua separació de NAWSA, Ruth Hanna McCormick esdevingué la presidenta del Comité del Congrés de NAWSA. Sense consultar la Junta de la NAWSA, havia donat suport a l'esmena alternativa Shafroth-Palmer en el seu nom. Això fou una gran amenaça per al treball de Burns i Paul perquè l'esmena Shafroth, si s'aprovava, faria que el sufragi fos una qüestió de drets dels estats. Mentre Burns, Paul i altres dones de la Congressional Union i la NAWSA s'ajuntaren per a tractar aquest afer, la NAWSA va recolzar l'esmena Shafroth, i la Congressional Union continuà la seua campanya a favor del sufragi federal.
Burns fou la primera dona a parlar davant els delegats del Congrés al 1914, quan l'esmena d'Anthony isqué del comité i arribà a la Cambra. El seu discurs tenia com a objectiu preparar l'escenari per a Alice Paul, però també va descriure els assoliments de la Congressional Union. Els discursos de Burns i Paul foren transcendentals en aquest moment per al moviment perquè van demostrar que les dones s'unirien com un bloc de votació.
Després d'això, la Congressional Union envià dos organitzadors als nou estats on les dones tenien dret a vot. Burns era a San Francisco, Califòrnia, amb la sufragista Rose Winslow. Organitzar les dones en aquests estats no fou una tasca fàcil, i la recaptació de fons fou problemàtica. Burns digué: "Si les dones d'ací només sols em donassen els diners que estan disposades a gastar en esmorzars i sopars, em duria amb elles fenomenal". Burns difongué el missatge sobre el sufragi en teatres, carrers, anant de porta en porta i distribuint dibuixos i pamflets. Per a les eleccions del 1914, el Partit Demòcrata criticava la Congressional Union, i per això li retragueren la pèrdua de cinc demòcrates en la votació.
Al 1915, la Congressional Union s'organitzà en tots els estats on no tenien sucursal. L'objectiu era continuar amb la seua campanya del 1914, estat per estat, i fer del sufragi un afer estatal. El 1915, Burns també publicà el diari The Suffragist de la Congressional Union. Durant aquest període, la NAWSA va patir molts conflictes interns. Després de la convenció del 1915, Anna Howard Shaw renuncià com a presidenta, i molts creien que seria el moment d'una possible reconciliació amb la Congressional Union.
Burns i Paul s'aplegaren amb funcionàries de la NAWSA i altres dones de la Congressional Union a l'Hotel Willard de Washington, DC, el 17 de desembre del 1915. La NAWSA volia que la Congressional Union es convertís en afiliada, i demanava a canvi que deixàs la campanya contra el Partit Demòcrata i que no fes cap campanya política en el futur. Açò es considerà completament desraonat, i la reunió acabà sense cap possibilitat reconciliació.

## Partit Nacional de Dones
Després de l'agitació dels darrers anys, Alice Paul anuncià un nou pla per al 1916: un partit polític de dones. Burns secundà aquest pla i el 5, 6 i 7 de juny del 1916, al Blackstone Theater de Chicago, les delegades i votants femenines es reuniren per a organitzar el National Woman's Party (NWP). Les dirigents de la NAWSA consideraren les tàctiques del NWP inútils i que alienaven els demòcrates que simpatitzaven amb el sufragi. La filiació en el NWP es limitava a les dones amb dret a vot, i el seu únic objectiu era assolir una esmena federal per al sufragi femení.
Burns feu un paper important en el NWP. En fou organitzadora en cap, directora de pressió, editora de diaris, educadora del sufragi, mestra, oradora, realitzadora de la campanya publicitària, mobilització i símbol del NWP. A les "escoles de sufragi" de Burns, ensenyà a les dones a dur a terme campanyes automobilístiques, fer pressió i treballar amb la premsa. Era experta en mitjans de comunicació i proporcionà a dos-cents corresponsals de notícies butlletins informatius.
El NWP dugué dotzenes de dones a fer piquets a la Casa Blanca a Washington, DC, com a Sentinelles Silencioses a partir de gener del 1917. Burns s'oposava a la Primera Guerra Mundial, una guerra dirigida per homes poderosos que ocasionà moltes pèrdues de joves.

## Vida a la presó

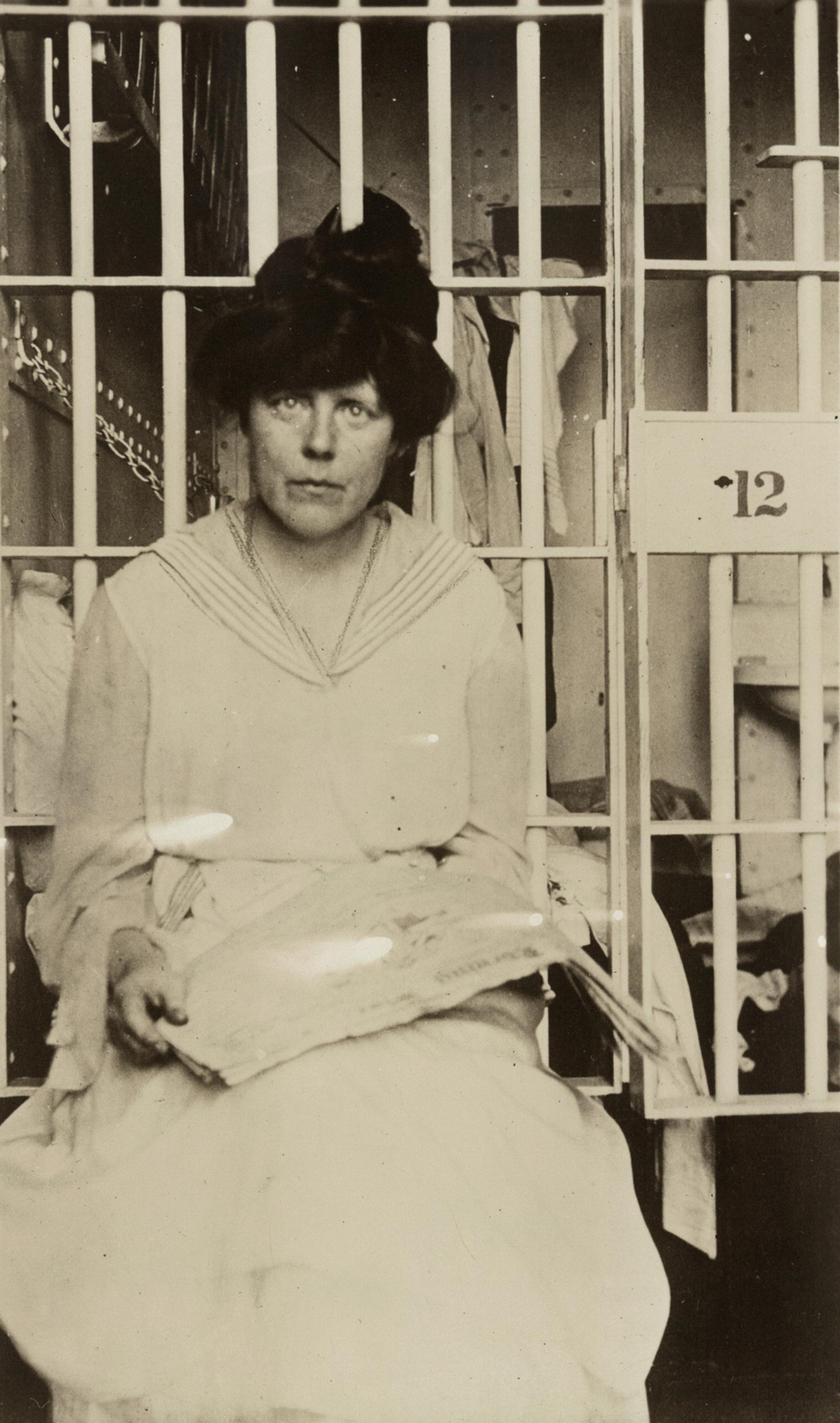
Lucy Burns en Occoquan Workhouse, Washington, DC

Burns fou arrestada mentre formava un piquet a la Casa Blanca i l'enviaren a la presó d'Occoquan Workhouse. S'hi va unir a Alice Paul i moltes altres dones en vaga de fam per a demostrar el seu compromís amb la causa, i es consideraven presoneres polítiques. Burns ja havia participat en vagues de fam a Europa amb la WSPU. Estar empresonada no va detenir l'activisme de Burns i organitzà protestes amb altres presoneres.
Feren circular un dels primers documents que definien l'estatus dels presos polítics. Aquest document descrivia els seus drets i enumerava les demandes d'advocat, visites familiars, materials de lectura i escriptura i menjar de fora de la presó. Passaren el document per forats a les parets fins que totes les presoneres sufragistes el signaren. Quan els funcionaris de la presó es van adonar del que Burns feia, la van transferir a una presó del districte i la posaren en aïllament.
Una volta alliberada, de seguida la tornaren a arrestar per continuar les protestes, fer piquets i marxar davant la Casa Blanca. Després del tercer arrest, al 1917, el jutge li va imposar la pena màxima. De nou a la presó d'Occoquan Workhouse, Burns va suportar el que es recorda com la "Nit del Terror". Les dones foren tractades brutalment i els negaren atenció mèdica. Quan es van adonar que Lucy Burns no es rendiria fàcilment, li emmanillaren les mans sobre el cap a la porta de la cel·la i la van deixar així tota la nit. Burns era tan estimada i respectada per les companyes sufragistes que les dones de la cel·la de davant sostenien les mans sobre el cap en la mateixa posició. Malgrat el seu coratge i les extraordinàries habilitats com a dirigent, la càrrega de vegades li pesava a Burns; una vegada li digué a Alice Paul: "Estic tan nerviosa que no puc menjar ni dormir. Soc tan covarda que hauria de ser costurera del poble, en comptes d'organitzadora del Partit de les Dones".
Després de la tortura de la "Nit del Terror", les dones es negaren a menjar durant tres dies. Els guàrdies les temptaren amb pollastre fregit, provocació que van interpretar com un insult. Burns digué a les altres: "Pense que aquest eixelebrat festí que acaba de passar per les nostres portes és el darrer esforç de la institució per descol·locar totes les que poden desanimar-se. Pensen que no tenim res a l'ànima més enllà del pollastre fregit".
En adonar-se que calia fer alguna cosa urgent o podria tenir presoneres mortes a les mans, el director traslladà Burns a una altra presó i digué a la resta de dones que la vaga s'havia acabat. També ordenà alimentar a Burns per força. La historiadora Eleanor Clift comenta que l'alimentació forçada de Lucy Burns requeria "cinc persones per a subjectar-la, i quan es negà a obrir la boca, li ficaren el tub d'alimentació per la fossa nasal". Aquest tractament era extremadament dolorós i perillós, i li causà hemorràgies nasals severes. De les sufragistes conegudes de l'època, Burns fou qui més temps va passar a la presó.

## Darrer impuls per al sufragi
Burns i altres sufragistes foren informades pel president del Comité de Sufragi de la Cambra de Representants que no s'aprovaria l'esmena de sufragi abans del 1920. A la fi del 1917, però, es va anunciar que la Cambra hi prendria una decisió el 10 de gener del 1918. L'esmena s'aprovà per 274 vots a favor i 136 en contra, i les dones del NWP, incloent-hi a Burns, començaren a treballar en els 11 vots que calia perquè l'esmena fos aprovada al Senat. El 27 de juny del 1918, el Senat per poc no aprovà l'esmena.
Burns i Paul van reprendre les protestes a la Casa Blanca el 6 d'agost del 1918. Una altra vegada van ser empresonades, exposades a condicions inhumanes i alliberades poc després. Se centraren llavors a ajudar els candidats pro sufragi a ser triats al novembre. Per primera vegada, el NWP no donà suport a un partit en concret; va fer costat a qui donàs suport al sufragi, i això li va costar als demòcrates la majoria al Congrés.
A mesura que creixien les tensions entre les sufragistes i el president Wilson, aquest s'adonà que calia actuar ràpidament per a posar fi als enfrontaments entre la policia i les sufragistes, que havien rebut molta publicitat. Així, sol·licità que el Congrés es reunís en una sessió especial al maig del 1919. El 21 de maig la Cambra de Representants aprovà l'esmena de Susan B. Anthony amb 304 vots a favor i 89 en contra, i el 4 de juny, el Senat l'aprovà amb 66 a favor i 30 en contra. Sorprenentment, les sufragistes van quedar molt deprimides després de l'anunci d'aquesta victòria: la seua batalla encara no havia acabat ja que s'havien d'assegurar que la majoria dels estats ratificassen l'esmena. A l'agost del 1920, Tennessee esdevingué el trenta-sisé estat que ratificà l'esmena d'Anthony, i la lluita de Burns pel sufragi federal per fi havia acabat.

En aquell moment, Burns estava totalment exhausta i declarà: 
"No vull fer res més. Pense que hem fet tot açò per les dones, i hem sacrificat tot el que teníem per elles; deixem ara que lluiten per açò. No lluitaré més".
Tot el temps de la presó i les experiències com a sufragista li havien deixat una certa amargor amb les dones casades i les que no havien actuat durant el moviment sufragista. Després que les dones nord-americanes obtinguessen el dret al vot, Burns es retirà de la vida política i es dedicà a l'Església catòlica i a la seua neboda òrfena.
Va morir el 22 de desembre del 1966 a Brooklyn (Nova York).

## Llegat

### Iron Jawed Angels
El 2004, HBO Films llançà la pel·lícula Iron Jawed Angels, en què es feia una crònica del moviment sufragista de Lucy Burns, Alice Paul i altres feministes. Burns fou representada per l'australiana Frances O'Connor.

### Lucy Burns Institute
El Lucy Burns Institute és una associació educativa sense afany de lucre, situada a Madison (Wisconsin), i anomenada així en honor seu.

### Lucy Burns Museum
S'ha construït un museu sufragista anomenat Lucy Burns, en l'antic Occoquan Workhouse, on va succeir la "Nit del Terror".